# José Maria de Vasconcelos Azevedo Silva e Carvajal
Dom José Maria de Vasconcelos Azevedo Silva e Carvajal, primeiro e único visconde de Canas e de Quinta das Canas, e conde de Quinta das Canas (Portalegre, 16 de outubro de 1813 – Coimbra, 15 de maio de 1879)
Filho de D. André José de Vasconcelos Azevedo e Silva e de Maria Constança de Carvajal Vasconcelos e Lancastre. Casou-se com Maria Isabel de Melo Freire de Bulhões, com a qual não teve descendência.

## Títulos
Feito visconde de Quinta das Canas por decreto de 27 de abril de 1865, visconde de Canas por decreto de 29 de abril de 1865 e conde de Quinta das Canas por decreto de 20 de junho de 1870, todos por D. Luís I de Portugal.